# Helina cothurnata
Helina cothurnata este o specie de muște din genul Helina, familia Muscidae. A fost descrisă pentru prima dată de Camillo Rondani în anul 1866. Conform Catalogue of Life specia Helina cothurnata nu are subspecii cunoscute.